# HMAS Norman (G49)
Pour les autres navires du même nom, voir HMAS Norman.
Le HMAS Norman (G49/D16) est un destroyer de classe N en service dans la Royal Australian Navy pendant la Seconde Guerre mondiale.

## Conception et construction
Le Norman avait une longueur hors-tout 108,7 mètres (longueur entre perpendiculaires de 69,95 mètres), un faisceau de 10,9 mètres et un tirant d'eau de 3,98 mètres, déplaçant 1 801 tonnes en charge standard et 2 422 tonnes à pleine charge. Il était propulsé par deux turbines à vapeur à engrenage Parsons alimentés par 2 chaudière à tubes d'eau Admiralty et conduisant tous deux un arbre d'hélice. Sa puissance était de 40 000 chevaux-vapeur (30 000 kW) produisant une vitesse de pointe de 36 nœuds (66,7 km/h). Son équipage se composait de 226 officiers et hommes d'équipage.
Son armement principal était composé de six canons QF Mark XII de 4,7 pouces en trois supports jumelés, un canon QF Mark V de 4 pouces, un canon « pom pom » de 2 livres, quatre mitrailleuses de 0,5 pouce, quatre canons antiaériens de 20 mm Oerlikon, quatre mitrailleuses .303 Lewis, cinq tubes lance-torpilles de 533 mm Pentad, ainsi que deux lanceurs et un rack de charges de profondeur (emportant 45 grenades). Par la suite, son canon de 4 pouces fut retiré lors de son service opérationnel.
Le Norman est mis sur cale aux chantiers navals John I. Thornycroft & Company de Southampton (Angleterre) le 27 juillet 1939, il est lancé le 30 octobre 1940. Bien que propriété de la Royal Navy, le Norman est mis en service par la Royal Australian Navy le 29 septembre 1941. Il est nommé d'après les habitants de la Normandie, les Normands (en anglais : Normans) ; son insigne représentant un casque de guerrier normand. Il fut le seul destroyer de classe N à recevoir une devise : "Cedere Nescio" ou "Je ne sais pas comment donner". Sa construction aura coûté 402 939 livres sterling.

## Historique
Après avoir terminé ses essais en mer en octobre 1941, sa première mission consiste à livrer une délégation syndicale britannique de l'Islande à la Russie. Le Norman sert ensuite de navire d'escorte, puis navigue à Southampton pour des modifications mineures. Au début de 1942, le destroyer est affecté à l'Eastern Fleet. De janvier à mai, le Norman sert d'escorte de convoi dans l'océan Indien, avant d'être rappelé en Europe afin de participer à l'escorte du convoi de l'opération Vigorous, l'un des deux principaux convois tentant de ravitailler Malte assiégé. Après cela, il retourne dans l'océan Indien et, en septembre, participe à la campagne de Madagascar. De 1942 au début de 1944, il patrouille dans l'océan Indien sans incident. À la fin de mars 1944, le Norman rejoint Sydney pour un radoub de deux mois. Achevé à la fin de juin, le Norman retourne opérer dans l'Eastern Fleet.
En janvier 1945, le Norman est impliqué dans la campagne de Birmanie. Le 21 janvier, le navire aide à débarquer des troupes indiennes sur l'île de Ramree dans le cadre de l'opération Matador, puis bombarde l'île de Cheduba cinq jours plus tard avant le débarquement des Royal Marines. Le 1er mars, le navire fait route vers l'Australie pour rejoindre la British Pacific Fleet. En tant que membre de la Flotte, le Norman participe à la bataille d'Okinawa en avril et en mai, mais quitte la zone avant la fin de la bataille pour escorter le destroyer HMS Quilliam, remorqué jusqu'à Leyte pour des réparations. Il rejoint ensuite la 5e flotte des États-Unis pour une courte période, avant de rejoindre l'Australie, arrivant à Sydney le 6 juin. Le destroyer retourne au service actif au début de juillet et opère depuis l'île de Manus jusqu'à la fin de la Seconde Guerre mondiale. Après la fin de la guerre, Norman fait route vers le Japon, mais ne prend pas part à l'acte de reddition de l'empire du Japon.
Le Norman retourne à Sydney en octobre 1945 où il est désarmé, avant de retourner dans la Royal Navy en échange du destroyer de classe Q HMAS Queenborough. Placé en réserve, il est vendu pour démolition en 1955 et mis au rebut en 1958.

## Décorations
Le Norman a reçu quatre honneurs de bataille pour son service en temps de guerre: "Océan Indien 1942-44", "Indes orientales 1944", "Birmanie 1944-45", et "Okinawa 1945".

## Commandement
- Commander Henry Mackay Burrell du 15 septembre 1941 au 22 juin 1943.
- Commander Herbert James Buchanan du 23 juin 1943 au 1er novembre 1944.
- Lieutenant commander John Plunkett-Cole du 2 novembre 1944 au 2 septembre 1945.
- Commander Arnold Holbrook Green du 3 septembre 1945 au 28 octobre 1945.